# 胡安·卡洛斯·翁加尼亚
胡安·卡洛斯·翁加尼亚·卡尔瓦略（西班牙語：Juan Carlos Onganía Carballo，西班牙語發音：[ˈxwaŋ ˈkaɾlos oŋɡaˈni.a]；1914年3月17日—1995年6月8日) ，阿根廷总统（1966－1970年）。翁加尼亚在1966年6月28日，被称为「阿根廷革命」的政变中推翻了总统阿圖羅·翁貝托·伊利亞后上台。
翁加尼亚在阿根廷建立了家长式独裁政权。不同于以往阿根廷发生的军事政变旨在建立临时的、过渡性的联合政府，翁加尼亚为首的军人所发动的的阿根廷革命旨在建立一个新的政治和社会秩序。翁加尼亚政权在理念上既反对自由民主又反对共产主义，他希望让阿根廷武装部队在国家政治和经济运作中发挥主导作用。同时，翁加尼亚实施了严格的审查制度，涉及新闻、电影、戏剧甚至诗歌。

## 生平
胡安·卡洛斯·翁加尼亚于1931年进入阿根廷国家军事学院就读。1959年时被擢升为准将。
在1962年何塞·马里亚·吉多上台后，阿根廷军队中因对于庇隆主义的看法差异被分化成了两派，即蓝派与红派。由于蓝派在最初占优的局面，1962年，身为蓝派成员的胡安·卡洛斯·翁加尼亚被任命为陆军总司令。1966年，出于对伊利亚带有社会民主主义特征的政策不满，翁加尼亚和一部分军人发动政变，推翻了伊利亚。
翁加尼亚反对自由民主和共产主义，他的政策让阿根廷武装部队在国家的政治和经济运行中获得了领导权。政治学家吉列尔莫·奥唐奈将翁加尼亚政权称为“威权官僚国家”。翁加尼亚中止了一切阿根廷政党的运行，并且废除了阿根廷的罢工权和大学自治权。在同年七月翁加尼亚命令军警占领布宜诺斯艾利斯大学并殴打和逮捕大量抗议收回大学自治权的学生，这件事也被称之为“长棍之夜”。翁加尼亚还下令禁止所有形式的“不道德主义”，包括禁止穿迷你裙、男孩留长发以及所有前卫艺术运动。
1969年，阿根廷的科尔多瓦和罗萨里奥等众多中部城市接连发生大规模骚乱，这也被视为阿根廷历史上规模最大的示威活动，而这个风潮甚至持续到1972年。1969年6月，内阁全体人员辞职。但此时阿根廷由于大规模的示威活动和“城市游击队”的盛行，翁加尼亚的统治出现了较大的动摇。在1970年5月29日，蒙托内罗斯游击队绑架并暗杀了前总统佩德罗·欧金尼奥·阿兰布鲁中将后，6月8日，3名军官罢免了翁加尼亚。